# Noël Marie Paymal Lerebours

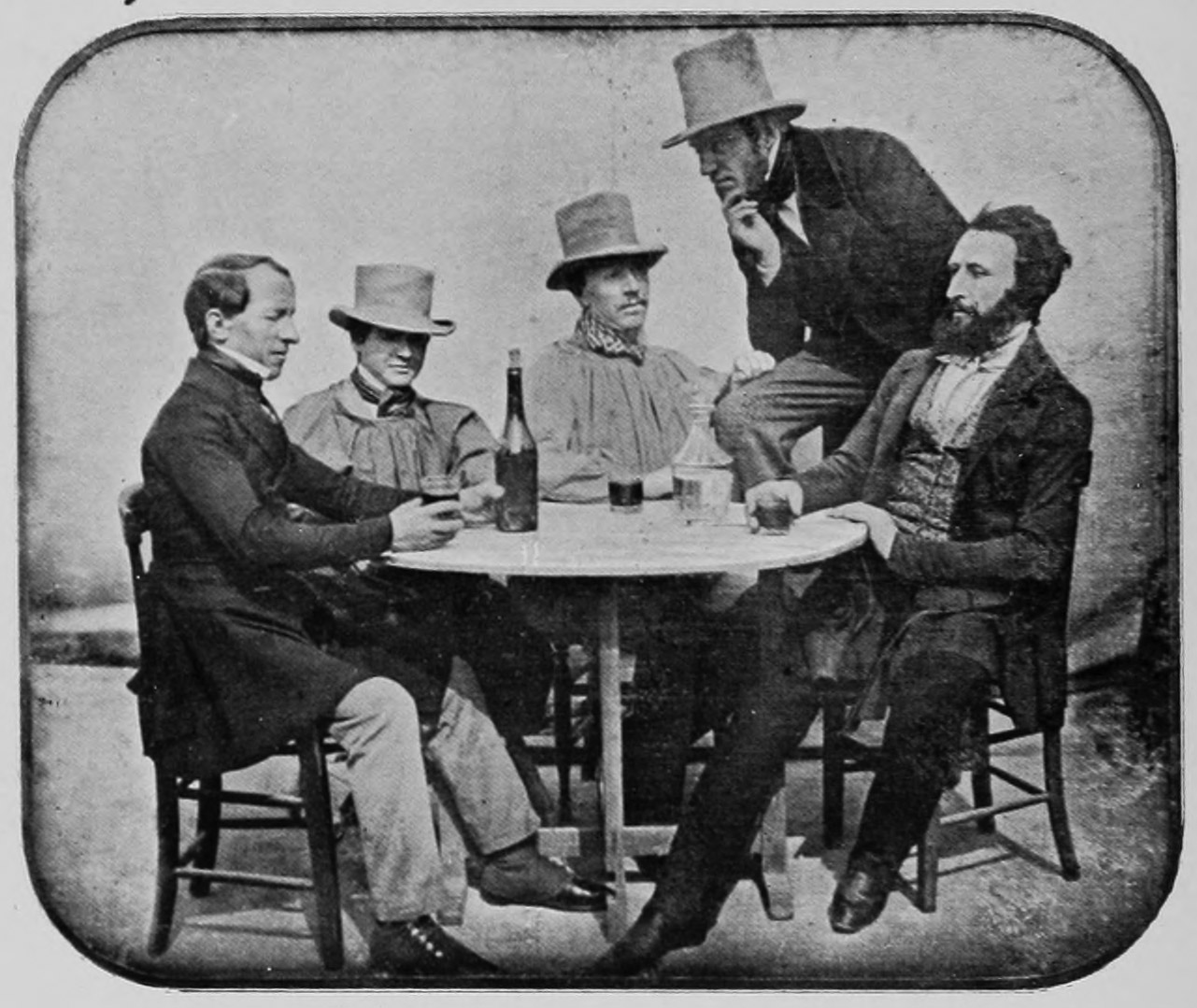
Lerebours (links), Frédéric Martens (stehend) und A. Gaudin auf einer Daguerreotypie von 1844

Noël Marie Paymal Lerebours (* 15. Februar 1807 in Neuilly; † 24. Juli 1873) war ein französischer Optiker sowie Autor und Herausgeber früher fotografischer Publikationen.

## Leben
Noël wurde als Sohn von Marie Jeanne Françoise Paymal geboren, einer Schneiderin aus Paris (geb. in Vitry-sur-Marne). Am 11. Juni 1836 wurde der 19-jährige von Noël Jean Lerebours adoptiert, der angeblich die Mutter des Jungen geheiratet hatte. Der Adoptivvater (1761–1840) war ein französischer Optiker, der seit dem Revolutionsjahr 1789 eine hochangesehene Manufaktur für optische Instrumente führte. Er war Optiker der französischen Marine und Lieferant der kaiserlichen Familie, berühmt für die Präzision seiner Linsen. Nach dem Tod des Adoptivvaters im Februar 1840 übernahm Noël Paymal den Betrieb in der Place du Pont-Neuf 13 in Paris, wo er bereits seit 1830 beschäftigt war. Seine Werkstatt wurde zum Treffpunkt von Experten, die sich mit der Weiterentwicklung der Fotografie befassten, wie Marc Antoine Augustin Gaudin oder Hippolyte Fizeau. In seinem Laden hatte Lerebours nicht nur Kameras, sondern auch eine große Sammlung von Daguerreotypien im Angebot, die als Pariser Sehenswürdigkeit galt. Diese Fotografien zu vervielfältigen, musste als lukratives Geschäft erscheinen und führte zur Herausgabe der „Excursions daguerriennes“.
1844 stellte Lerebours ein 15"-Fernrohr fertig – eines der größten der Zeit –, welches vom Bureau des Longitudes erworben wurde. 1855 benutzt Lerebours erstmals Drehblenden mit drei unterschiedlichen Öffnungen, die vor das Objektiv gesetzt wurden. Im gleichen Jahr nahm er den Schweizer Professor der Mathematik in Lausanne Marc Louis François Secretan (1804–1867) zum Partner. Der Betrieb wurde in Lerebours & Secretan umfirmiert und erweitert. 1855 wurde Secretan dann alleiniger Inhaber der Firma, firmierte jedoch weiter als Lerebours & Secretan bis in die 1880er-Jahre.

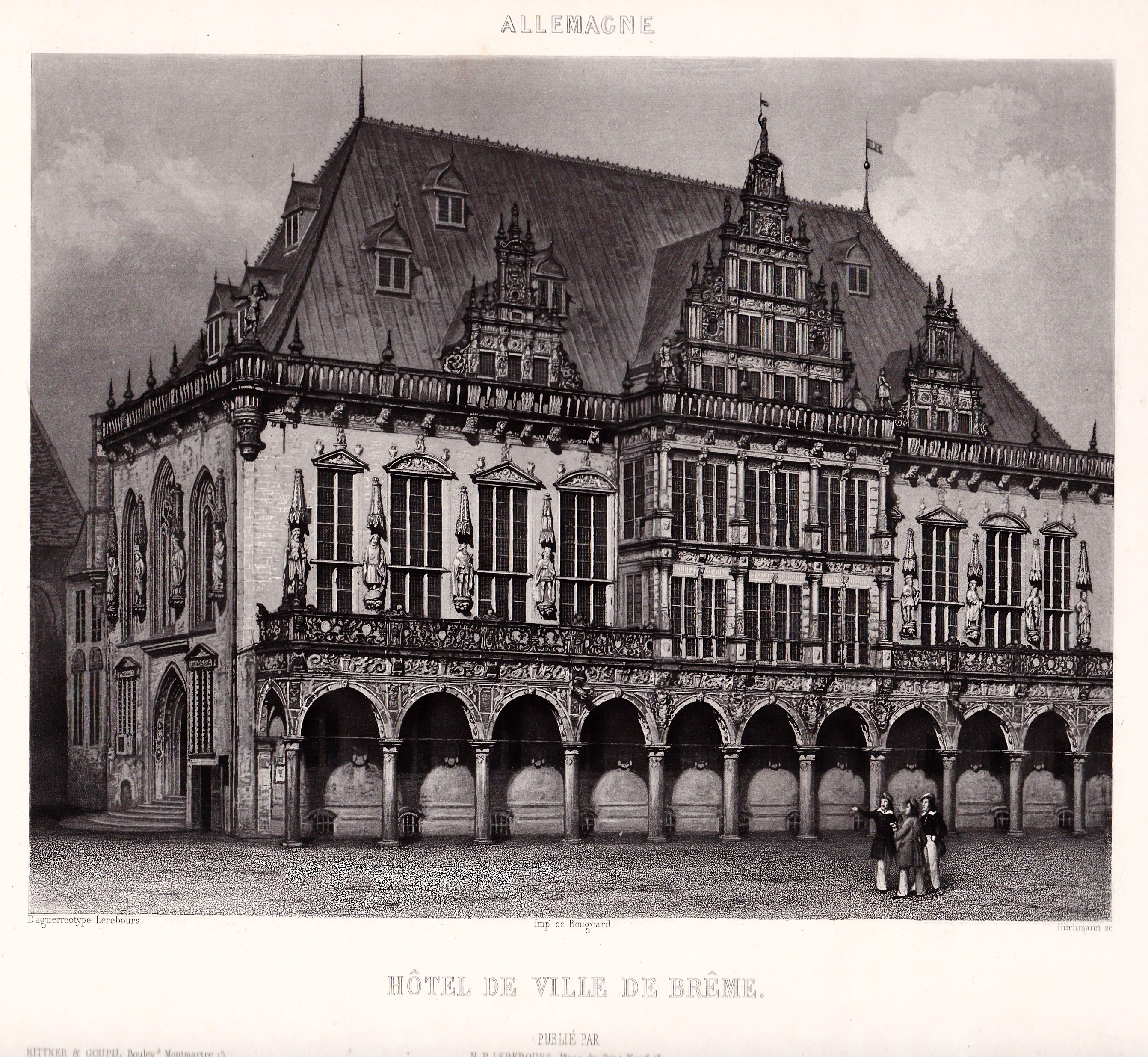
Bremer Rathaus, die einzige Tafel zu einem deutschen Bauwerk in den „Excursions daguerriennes“. 1840/41. In diesem Blatt ist wegen der harten Schatten die Herkunft von einer fotografischen Vorlage besonders deutlich.

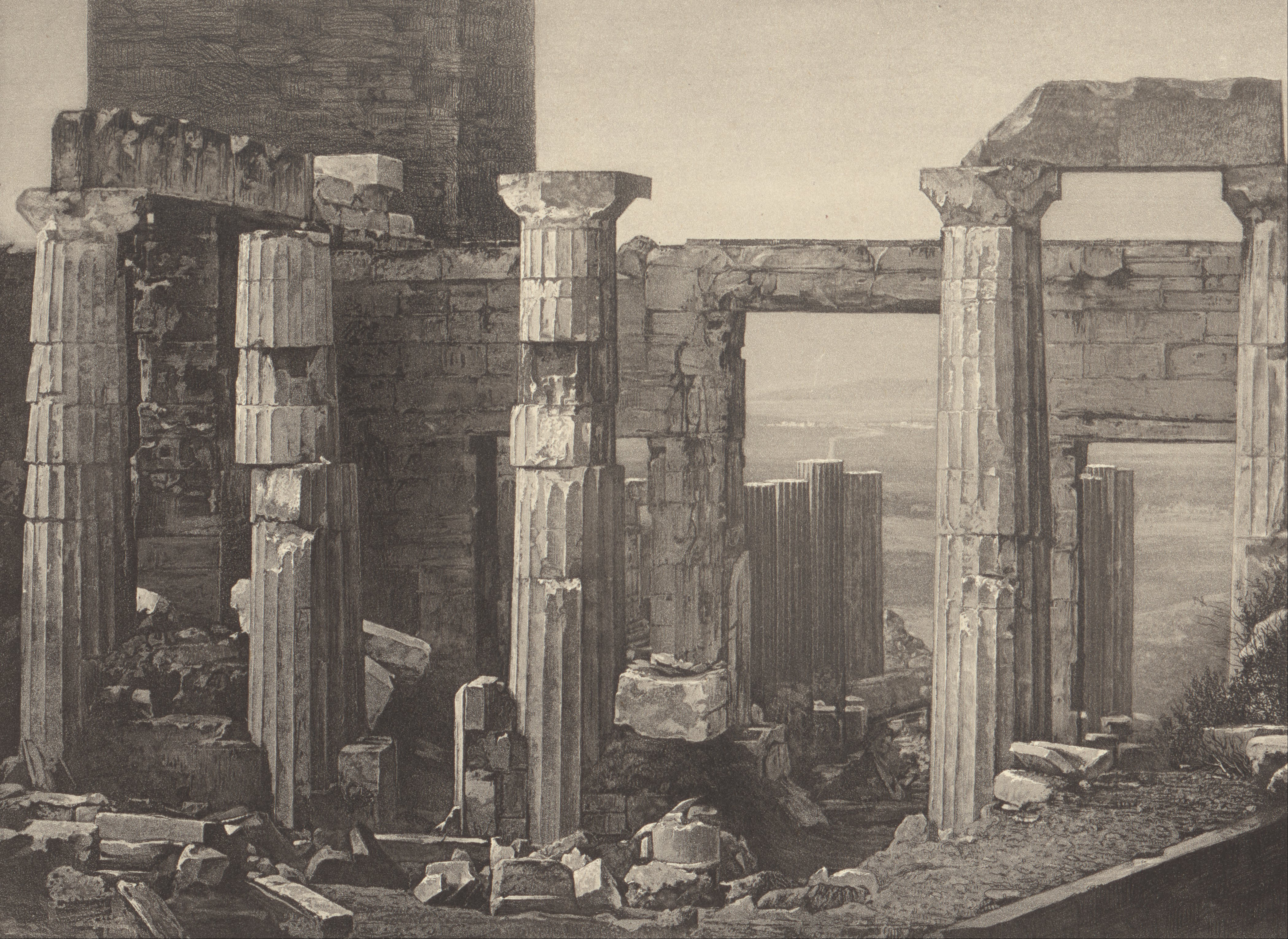
Die Propyläen auf der Akropolis, Aquatinta von Adolphe Pierre Riffaut nach einer Daguerreotypie von Pierre-Gustave Joly de Lotbinière aus dem Oktober 1839.

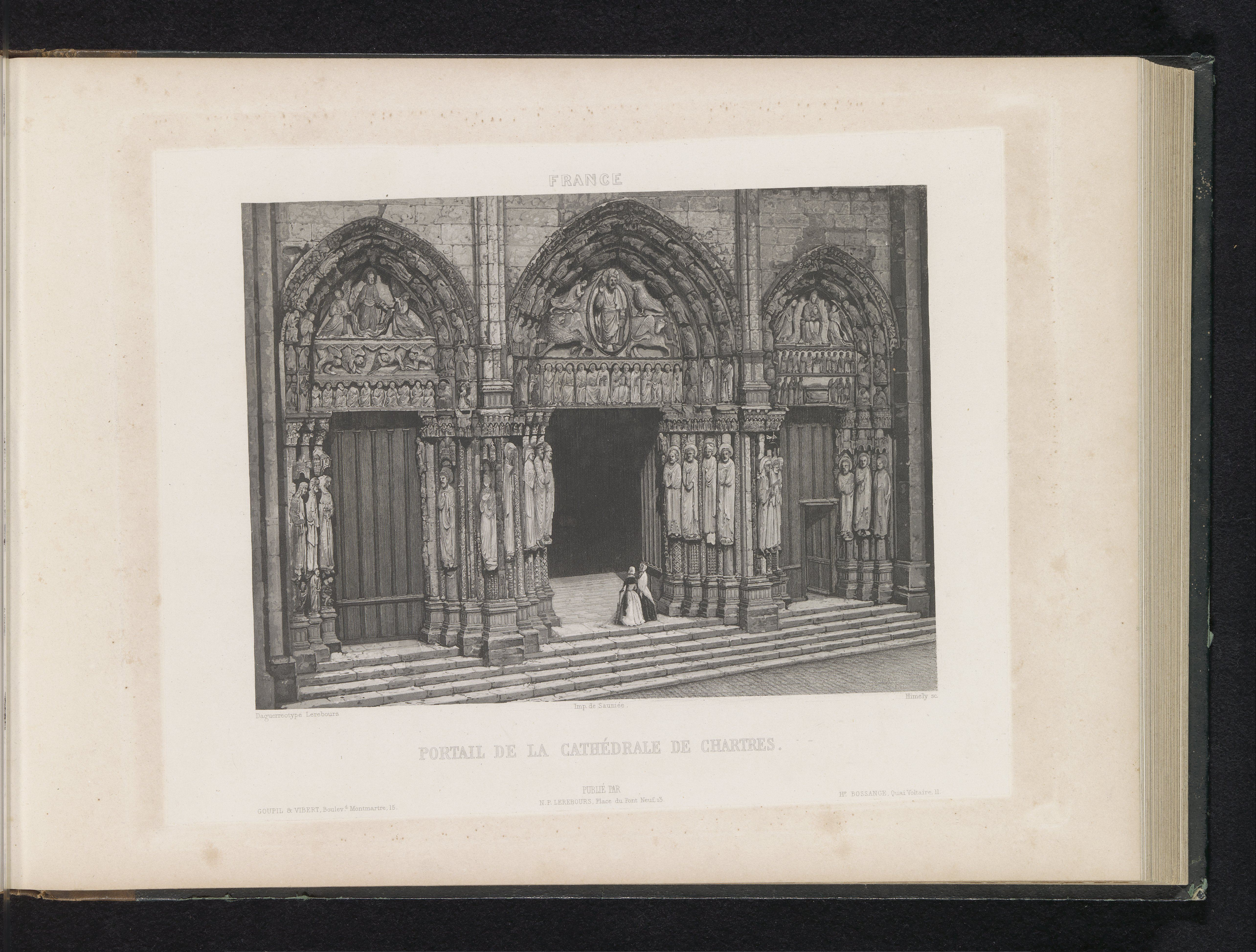
Westportale der Kathedrale von Chartres, Aquatinta nach Daguerreotypie, 1839/41. Aus einem gebundenen Exemplar der Excursions.

## Excursions daguerriennes
Noël hatte das Geschäft gleich nach der Übernahme 1840 um den Handel mit fotografischen Apparaten und Daguerreotypien erweiterte, von denen er schon nach wenigen Monaten über 1000 Stück im Angebot hatte. Dabei war das Verfahren Daguerres, fotografische Bilder auf versilberten Kupferblechen festzuhalten, erst im Jahr zuvor bekannt gemacht worden.
Über den Handel mit einzelnen Daguerreotypien hinaus sah Lerebours in dem neuen Medium eine Chance, diese unikalen Platten als Druckstöcke zur graphischen Vervielfältigung zu nutzen. Der dafür glückliche Umstand, dass Daguerreotypien als seitenverkehrte Abbilder entstehen und ein Abdruck davon die Richtigkeit wiederherstellen würde, muss diese Idee zusätzlich befördert haben.
Schon im August 1840 publizierte Lerebours die erste Lieferung eines zunächst auf 50 Tafeln angelegten Sammelwerkes unter dem Titel „Excursions daguerriennes - Les vues et les monuments anciennes et modernes les plus remarquables du globe“. In nur einem Jahr seit Bekanntwerden des neuen fotografischen Verfahrens hatte der rührige Herausgeber, der wohl nur wenig selbst als Fotograf unterwegs war, nicht nur Aufnahmen aus Frankreich, sondern von Künstlern, Reiseschriftstellern und Forschungsreisenden vor allem aus Europa und dem Vorderen Orient mitgebrachte „bemerkenswerteste Landschaften und Denkmäler“ zusammengetragen.
Die Publikation war ein großer Erfolg, so dass 1843 die ersten Lieferungen für den zweiten Band folgten. Insgesamt erschienen in diesem Lieferungswerk bis 1844 114 Ansichten, überwiegend von bedeutenden Baudenkmälern seit der Antike bis zur Renaissance. Neben mehrheitlich französischen und italienischen Monumenten sind viele aus Griechenland und dem Nahen Osten vertreten, andere Länder wie die Schweiz, England, Russland, Nordamerika nur in Einzelfällen, auch Deutschland kommt nur mit dem Blatt „Rathaus zu Bremen“ vor, Landschaften sind kaum vertreten.
Gebundene Exemplare des Gesamtwerks sind höchst selten in Bibliotheken greifbar, dagegen existieren in Sammlungen und im Handel zahlreiche Einzelblätter. Abweichungen in den Bildunterschriften lassen erkennen, dass von überstochenen Platten häufig nachgedruckt wurden. Auch sind zahlreiche malerisch kolorierte Exemplare im Umlauf, die allerdings von der ursprünglichen „fotografischen“ Unmittelbarkeit nur noch wenig erkennen lassen.
Die Fotografen sind in den Bildunterschriften nicht erwähnt. Nur wenige Namen konnten erschlossen werden (Pierre-Gustave Joly de Lotbinière, Fréderic Goupil-Fesquet und Hugh Lee Pattinson). Links steht meist „Daguerreotype Lerebours“ als Verweis auf den Rechteinhaber, in der Mitte der Drucker, rechts der bearbeitende Kupferstecher. Die ursprüngliche Idee, durch chemische Weiterbearbeitung eine druckbare Platte herzustellen, hatte sich nur bedingt realisieren lassen. Die Druckstöcke hätten dazu wesentlich tiefer geätzt werden müssen, als das bei der hauchzarten Oberflächenveränderung einer normalen Daguerreotypie der Fall war. Am weitesten kam bei den Versuchen mit diesem Ziel Hippolyte Fizeau, der in die Geschichte der Naturwissenschaft als jener geniale Experimentator eingegangen ist, dem 1849 die Ermittlung der Lichtgeschwindigkeit gelang. Die Erfindung seiner fotografischen Reproduktionsmethode dagegen war weit weniger erfolgreich. Lerebours übernahm in sein Publikationsprojekt nur zwei oder drei Abbildungen, deren mit „precedée Fizeau“ bezeichnete Druckstöcke Fizeau ohne motivische Eingriffe, durch rein chemische Bearbeitung der Daguerreotypie hergestellt hatte. Alle anderen Druckplatten ließ Lerebours daher nicht chemisch, sondern manuell in Aquatintatechnik überarbeiten und partiell ergänzen. Wahrscheinlich wurden die Platten (teilweise ?) auch noch galvanisch kopiert und verstählt, um sie für geringere Abnutzung und höhere Auflagen besser zu eignen. Das für große Daguerreotypien übliche Plattenformat auch der Drucke von ca. 17 × 21 cm macht wahrscheinlich, dass der Reproduktionsgraphiker direkt auf der Daguerreotypie oder deren galvanischer Kopie arbeitete und dabei auch Staffagefiguren und Bewölkung zur Belebung hinzufügen konnte. Gleichwohl ist Wesentliches von dem im Titel des Ansichtenwerks behaupteten Anspruch der fotografischen Treue, den die Zeitgenossen mit dem Namen Daguerre als Markenzeichen für einen „Stil der Authentizität und Unmittelbarkeit“ verbanden, auch tatsächlich erhalten geblieben.

### Bedeutung
Die epochemachende Stellung dieser Publikation beruht darauf, dass hier zum ersten Mal in der Geschichte auf der Basis fotografischer Aufnahmen topographische Ansichten in nennenswertem Umfang vervielfältigt und publiziert wurden.
Doch ist die Neuheit nicht nur technischer Art. Sie markiert auch einen Wendepunkt in Stil und Wirklichkeitswahrnehmung. Zwar erreicht die Wiedergabe mittels der Aquatintatechnik nicht die hohe Detailauflösung der originalen Daguerreotypie, aber die harte Gradation, der objektiv vorhandene Kontrast zwischen Hell- und Dunkelwerten ist eine Eigenschaft, die durch die Fotografie in die Bilderwelt kam. Die subjektive visuelle Wahrnehmung des Menschen ist dagegen in der Lage, Helligkeitsstufen auszugleichen und entsprechend reduziert waren die Schlagschatten der älteren Ansichtengraphik. Kulturgeschichtlich gesprochen war die herkömmliche Darstellungsweise idealisiert, sie hatte etwas Zeitloses, zumindest zeitlich Undefiniertes. Ganz anders die Fotografie und ihr von Lerebours publizierter, hybrider Abkömmling: Anhand des Schattenfalls sind Tages- und Jahreszeit zu bestimmen. Zudem erlaubt die Perspektive, den Standort des Fotografen und des Betrachters eindeutig zu lokalisieren. Der Gestaltungsspielraum des Kupferstechers wurde äußerst reduziert. In der Produktion und Rezeption von Bildern wie auch in anderen Kunstäußerungen gewinnt eine objektive, realistische Sicht an Bedeutung. Das von Lerebours edierte Album steht damit auch am Anfang einer langen, von Künstlern und Wissenschaftlern geführten Auseinandersetzung zwischen Fotografie und graphischer Kunst.

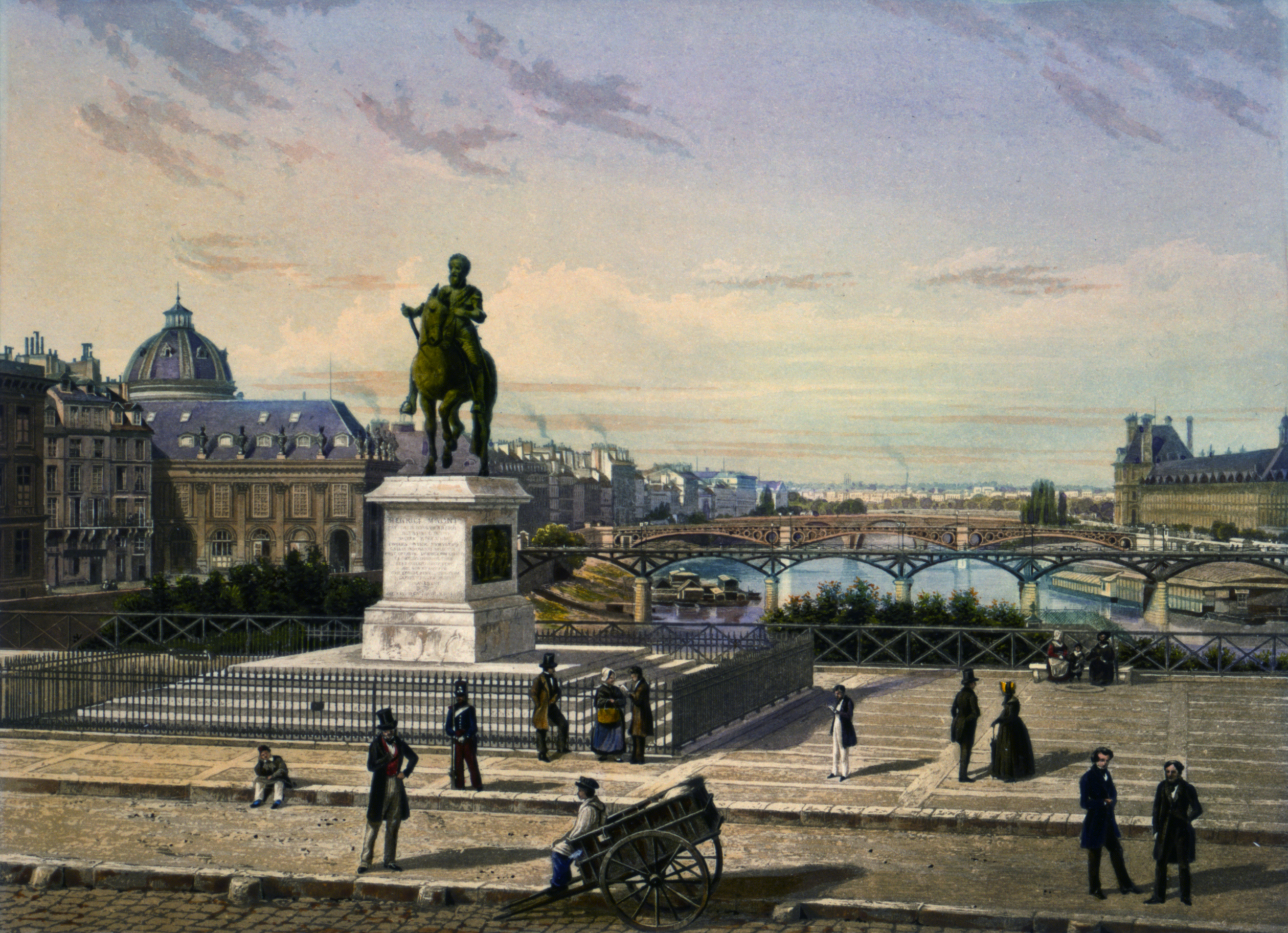
Reiterstandbild Henri IV auf dem Pont Neuf in Paris, kolorierte Aquatinta, 1842